# Maximilian Breunig
Maximilian Breunig (Würzburg, 14 agosto 2000) è un calciatore tedesco, attaccante dell'Heidenheim.

## Carriera

### Club
Ha iniziato la sua carriera professionistica nel Kickers Würzburg, dove ha debuttato il 12 maggio 2019 nell'incontro di 3. Liga vinto 3-1 contro il Rot-Weiß Erfurt. Nel 2018 è stato prestato all'Ingolstadt 04, dove si è alternato fra Under-19 e seconda squadra, e nel 2020 è andato, sempre in prestito, agli austriaci dell'Admira Wacker M.
Rimasto senza contratto, nel mercato estivo del 2022 è stato acquistato a titolo definitivo dal Friburgo, che lo ha aggregato alla propria seconda squadra. Il 13 agosto ha debuttato con la prima squadra in DFB-Pokal contro l'Oberarchen e l'8 ottobre ha esordito in Bundesliga giocando i minuti finali dell'incontro perso 3-0 contro il Bayern Monaco.

### Nazionale
Ha giocato nella nazionale tedesca Under-19.

## Statistiche

### Presenze e reti nei club
Statistiche aggiornate al 14 aprile 2024.
| Stagione        | Squadra          | Campionato      | Campionato | Campionato | Coppe nazionali | Coppe nazionali | Coppe nazionali | Coppe continentali | Coppe continentali | Coppe continentali | Altre coppe | Altre coppe | Altre coppe | Totale | Totale | Totale |
| Stagione        | Squadra          | Comp            | Pres       | Reti       | Comp            | Pres            | Reti            | Comp               | Pres               | Reti               | Comp        | Pres        | Reti        | Pres   | Reti   |        |
| --------------- | ---------------- | --------------- | ---------- | ---------- | --------------- | --------------- | --------------- | ------------------ | ------------------ | ------------------ | ----------- | ----------- | ----------- | ------ | ------ | ------ |
| 2017-2018       | Kickers Würzburg | 3L              | 1          | 0          | CG              | 0               | 0               |                    | -                  | -                  |             | -           | -           | 1      | 0      |        |
| 2018-2019       | Ingolstadt 04 II | RL              | 3          | 4          |                 | -               | -               |                    | -                  | -                  |             | -           | -           | 3      | 4      |        |
| 2019-2020       | Kickers Würzburg | 3L              | 11         | 3          | CG              | 0               | 0               |                    | -                  | -                  |             | -           | -           | 11     | 3      |        |
| 2020-2021       | Admira Wacker M. | BL              | 23         | 5          | CA              | 0               | 0               |                    | -                  | -                  |             | -           | -           | 23     | 5      |        |
| 2021-2022       | Kickers Würzburg | 3L              | 21         | 3          | CG              | 1               | 0               |                    | -                  | -                  |             | -           | -           | 22     | 3      |        |
| 2022-2023       | Friburgo II      | 3L              | 17         | 3          |                 | -               | -               |                    | -                  | -                  |             | -           | -           | 17     | 3      |        |
| 2023-2024       | Friburgo II      | 3L              | 23         | 10         |                 | -               | -               |                    | -                  | -                  |             | -           | -           | 23     | 10     |        |
| 2023-2024       | Friburgo         | BL              | 2          | 0          | CG              | 1               | 0               | UEL                | 1                  | 0                  |             | -           | -           | 4      | 0      |        |
| Totale carriera | Totale carriera  | Totale carriera | 101        | 28         |                 | 2               | 0               |                    | 1                  | 0                  |             | -           | -           | 104    | 28     |        |